# 满铁奉天图书馆
满铁奉天图书馆（日语：満鉄奉天図書館）是位于奉天满铁附属地（今中国辽宁省沈阳市和平区）的图书馆。它和满铁大连图书馆是南满洲铁道株式会社（简称“满铁”）最重要的两座图书馆。
在日文资料中，满铁奉天图书馆在前期常被简称为奉天图书馆。它与满洲国建立时成立的国立奉天图书馆和始于清末的奉天公立沈阳图书馆是不同的图书馆:4:5。
尽管该馆曾是沈阳市唯一的西班牙风格建筑并在2007年被沈阳市指定建筑为第一批不可移动文物，该图书馆仍于2009年被拆除。虽然此后在形式上异地重建，但外观与原来大相径庭，也未使用原有建材。

## 背景

### 满铁图书设施的发端
日本在日俄战争中胜利后，获得了中东铁路的南段，改称为南满洲铁道，并在1906年设立南满洲铁道株式会社进行管理。满铁成立初期即着手于图书设施。满铁的图书设施有两个主要功能：情报搜集和职员文教娱乐，分别由调查部和地方课主管。:18,19
调查部自满铁成立时即存在，进行情报搜集工作。调查部设立社员专用的图书室，由图书係管理。该图书室是日后满铁大连图书馆的发端。设立时，由原京都大学教授冈松参太郎负责图书的搜集和整理。:18
而满铁地方课在铁路沿线各附属地为了社员和其家属的教养和娱乐，由地方课教育係设立了一些图书室，图书事务由教育係主管冈本辰之助以及原供职于京都大学附属图书馆的佐竹义继负责。1910年9月，满铁发布图书阅览场规定及社告45号，决定在瓦房店、大石桥、辽阳、奉天、铁岭、公主岭、长春、安东的满铁附属地设置图书阅览场，并设置地点非固定的巡回书库。:18,191915年，满铁在火车上设置了列车书库12处，列车书库是当时满铁特有的。:55

### 图书馆的设立
满铁最早的图书馆是设立于1918年7月的大连图书馆。其前身是调查部的图书室，但设立图书馆之时已兼具情报搜集和文教娱乐的作用。当时仍然使用原阅览室的场所。1919年9月，阅览室扩建工程完毕。当时馆长曾犹豫将图书馆向一般市民公开还是仅限于满铁社员使用，最后决定公开。:19,20
而继大连图书馆之后升格为图书馆的是奉天的图书阅览室。奉天的图书阅览室设立于1910年11月。1920年4月，满铁将其升格为图书馆，直属于地方部。奉天图书馆新馆开工于1921年5月17日，11月19日竣工:138。其主要功能定位为情报搜集。:20
至1925年3月末，满铁有图书馆22所，其中6所位于关东州，15所位于满铁附属地，唯有哈尔滨图书馆设置于满铁附属地之外。:19,34
至1937年，满铁有图书馆（包括分馆）31所，其中大连图书馆有分馆8所，奉天图书馆有分馆2所，新京、哈尔滨图书馆各有分馆1所。:34

## 历史
满铁奉天图书馆前身是南满洲铁道在1910年11月设立于奉天附属地内奉天寻常高等小学校的图书室，它是满铁地方课所设图书室中最早建立的，当时藏书只有十几册:184。1915年，图书室搬迁到站前的地方事务所2楼。1917年6月，改为奉天简易图书馆，当时藏书约6000册，但在当月因火灾损毁书籍355册。此后又搬迁到站前的满铁共同事务所3楼。:184,185:2

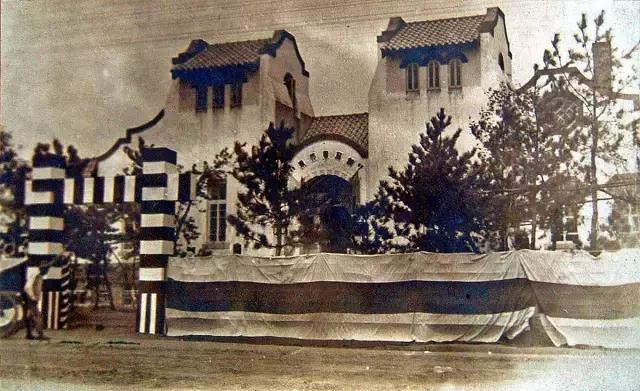
1921年建成时的图书馆

1920年4月，满铁奉天图书馆设立:14，经费来源由奉天附属地变更为满铁本社:3。同年10月，满铁批准建设新图书馆，馆址位于萩町3番地。1921年9月，图书馆新馆建成，12月投入使用。1938年1月，满铁将满铁附属地的行政权转交给满洲国政府，但该图书馆的管理权仍然保留在满铁手中，直至日本战败、满洲国灭亡:175。满铁奉天图书馆藏书最多时约200,000册:184,185。满铁奉天图书馆的报刊阅览室曾经免费开放，但因闲杂人等借此场地休息，最终在1936年对报刊阅览者征收费用。:111
1936年4月，为了提高资料运用的效率，满铁决定令大连图书馆和奉天图书馆的职责各有侧重，形成互补。奉天图书馆侧重于交通、工学、中国地方志、满蒙（中国东北包括内蒙古东部）、西伯利亚、亚洲研究方向；而大连图书馆侧重于地理、政治、经济、法律、财政、社会、统计、殖民、产业以及中国和俄罗斯相关文献。:4
1943年，满铁进行机构改革，奉天图书馆由铁道总局归属于调查局管理，与调查局的资料部门合并。1944年，奉天图书馆所藏古籍和县志多数被转移到大连图书馆。:206
拆除前长期作为沈阳铁路局图书馆使用，在沈阳铁路局图书馆时代馆内仍有一些满铁调查资料，但大部分满铁奉天图书馆时代藏书已转移到其他图书馆:12。
2007年，奉天满铁图书馆被指定为沈阳市第一批不可移动文物，但在2009年即被拆除。尽管一些志愿者曾努力呼吁保护该建筑，最终无济于事。该建筑名义上被异地重建（新建筑位于南三马路12号，距原址数百米），但外观与原来大不相同，结构从2层改为4层，并未使用原有建材。

## 藏书
藏书主要与重工业与满蒙相关。以交通、工学文献为主，收藏有中国地方志、满蒙、西伯利亚、亚洲研究文献。:2

### 文库
奉天图书馆设有多个文库，除满蒙时局文库外，藏书皆来自捐献。情况如下：:6,7
| 文库名称     | 书籍来源                       | 创立时间       | 藏书册数 | 领域                                                 |
| ------------ | ------------------------------ | -------------- | -------- | ---------------------------------------------------- |
| 佐原文库     | 佐原笃介（盛京时报社长）       | 1934年         | 5131     | 政治、外交、经济、哲学、思想、文艺，中日西文文献皆有 |
| 小平文库     | 小平总治（汉学家）             | 1940年         | 834      | 金石类中文古文献                                     |
| 石本文库     | 石本宪治（满铁理事、总务部长） |                |          | 中文古籍、拓片                                       |
| 满蒙时局文库 | 既有藏书                       | 九一八事变以后 |          | 满蒙相关内容                                         |
| 阵中文库     | 民间捐献                       | 1931年12月起   | 近12万册 | 各类书籍，用于“慰安”日本关东军将士                   |

### 铁路、铁道总局文献
1933年，满铁在奉天设立管理满洲国国有铁道的铁路总局。奉天图书馆与铁路总局达成协定，业务知识和员工修养所需书籍应藏于奉天图书馆。新增的铁路相关藏书应在铁路总局局报上公告，铁路总局员工借还书需通过铁路总局总务处文书课资料係。:8
1936年，满铁将铁路总局与管理其他铁道的机构合并，成立统管所有铁路的铁道总局。铁道总局继承了铁路总局与奉天图书馆的协定。:8

### 藏书去向
1944年，奉天图书馆所藏古籍和县志多数被转移到大连图书馆。:206
日本战败、满洲国灭亡后，满铁奉天图书馆由中长铁路理事会接收，改为沈阳铁路图书馆。中华民国铁道部和教育部达成一致，将其馆藏书籍中1万余册明清刻本书籍转移给沈阳图书馆。最终转交书籍11857部，其中也包括一些日本学者所著史学书籍。:11,12
1946年3月，国民政府军队占领沈阳。1947年4月，教育部将沈阳图书馆、沈阳故宫和沈阳博物馆合并，成立沈阳国立博物院筹备委员会，而1948年11月15日，该筹备委员会的书籍被东北图书馆接管。东北图书馆在1955年改名为辽宁省图书馆。故而辽宁省图书馆藏有一部分来自满铁奉天图书馆的书籍。:12
国民政府军队在1946年6月接管原满铁奉天图书馆，直至1948年11月2日共产党军队占领沈阳，成立沈阳铁路图书馆，由沈阳铁路局管理。此时沈阳铁路图书馆藏书137548册，其中中文图书29248册，日、英文图书82614册，未整理图书25686册。国民政府治下的两年多内藏书多有散失。:12
1950年5月，中长铁路管理局设立，沈阳铁路图书馆由其四分局管辖。1953年，中长铁路管理局撤销，图书馆划归中国铁路工会沈阳分区工会。1956年1月沈阳铁路管理局设立，由中国铁路工会沈阳区委员会管理该图书馆至今。1956年，沈阳铁路图书馆中大部分满铁图书馆遗留书籍被调拨给国家和省图书馆。铁道部将交通、铁路运输相关部分文献调出。此后又从该馆调拨一些文献给哈尔滨、吉林等铁路局。沈阳铁路管理局也将一部分业务相关文献调出。此时馆藏原满铁图书馆时期文献一万余册。1973年，沈阳铁路局又将该馆所藏2390册日文文献赠予辽宁省图书馆，此后馆内剩余满铁图书馆时期文献数千册。:12

## 建筑
满铁奉天图书馆的馆舍为砖砌结构，2层，占地8767.5平方米，最初建筑面积为995平方米，经过1925、1929年两次改造，扩建到1148.07平方米。建筑费用为83.025万日元。外壁为砂浆涂装:136。设计考虑采光问题，使用德国式的合页玻璃窗，左右开闭。为防冻，窗户装有双层玻璃。阅览室装有手动小型升降机。馆内配备有铁架搬运车。馆内设有消火栓和火灾报警器。:35,36,185:2
1925年，在图书馆正后方建成4层书库。:11
1932年时图书馆有4个阅览室：妇孺阅览室、新闻阅览室、普通阅览室、特别阅览室。妇孺阅览室为原接待室改造；新闻阅览室位于地下室；普通阅览室可容纳80人；特别阅览室可容纳20人。

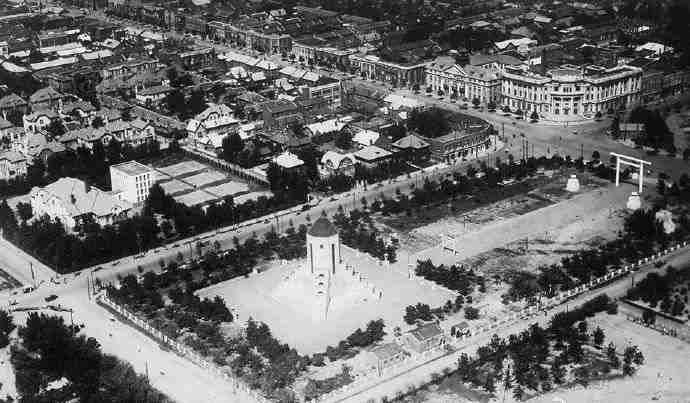
左侧建筑即为满铁奉天图书馆（正面），可见图书馆后部的附属书库（4层）
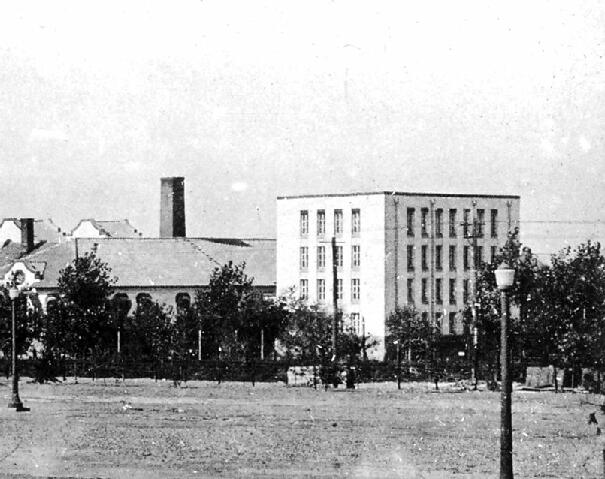
自侧后方观图书馆。可见四层书库

## 关联条目
- 满铁大连图书馆
- 满洲国国立奉天图书馆
- 沈阳市图书馆（前身奉天公立沈阳图书馆）
- 满铁辽阳图书馆